# Kumiai
Los kumiai o kumeyaay (también conocidos como tipai-ipai, kamia o antiguamente como diegueños) son un pueblo amerindio del tronco lingüístico yumano. Los kumiai habitan en el extremo suroeste de Estados Unidos y el noroeste de México. Viven en los estados de California en los Estados Unidos y Baja California en México, predominan en el municipio de Tijuana. La grafía inglesa usual es kumeyaay. 

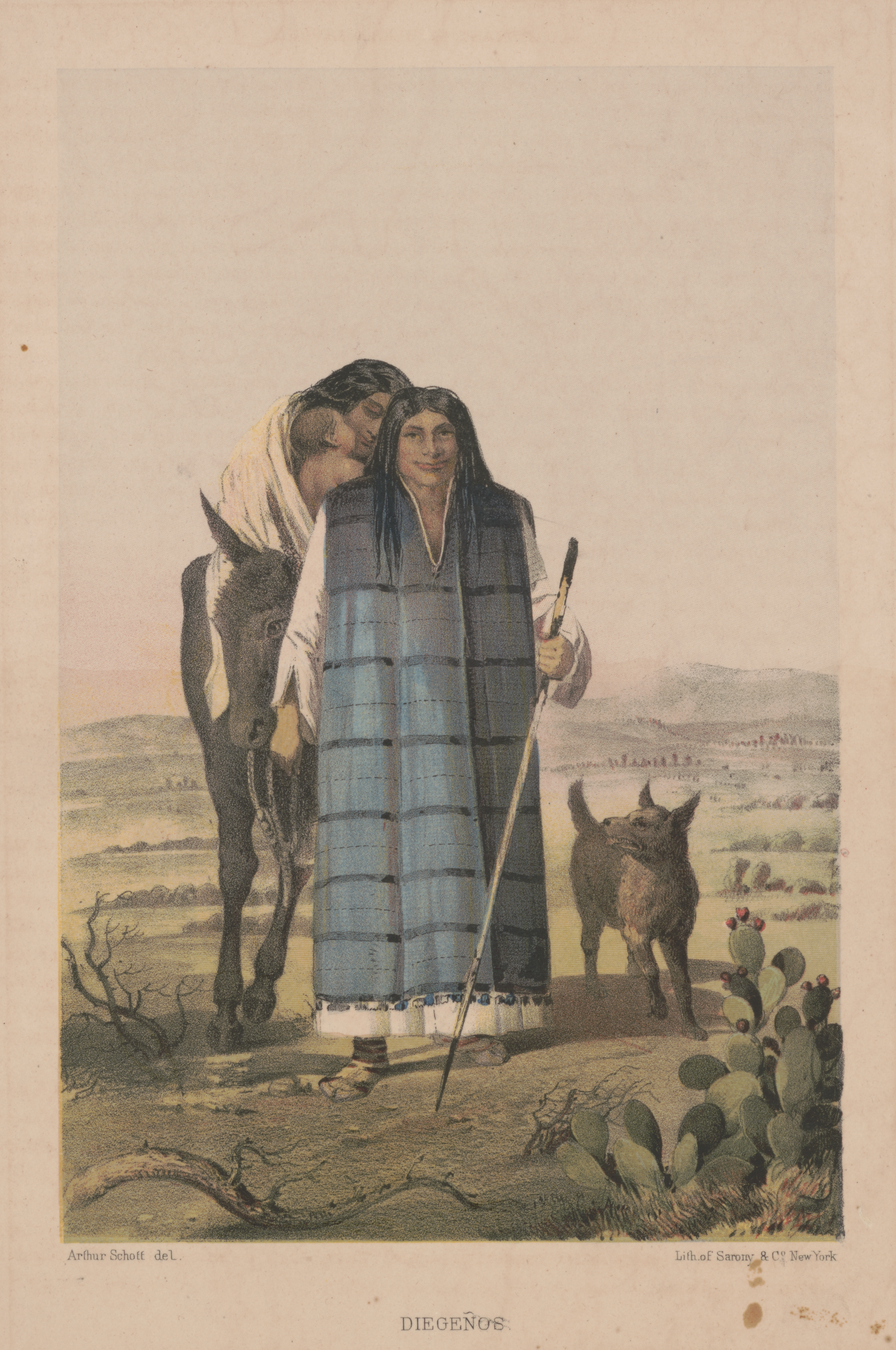
Litografía de Napoleon Sarony, 1857

El territorio que hoy ocupan los Kumiai estuvo ocupado durante los últimos 12 000 años. La evidencia sostiene que los orígenes del grupo se encuentran hacen unos 1000 años.

## Subgrupos
Los kumiai consisten en dos grupos relacionados: los ipai y los tipai. Las tierras tradicionales de los dos grupos costeros quedaron separadas aproximadamente por el río San Diego: el norteño ipai (extendiéndose desde Escondido hasta el lago Henshaw) y el sureño tipai (incluyendo Laguna Mountains, Ensenada y Tecate).
Actualmente menos de 50 individuos hablan la lengua ancestral del grupo, el diegueño o kumiai, y la mayoría de personas del grupo étnico tiene actualmente el inglés o el español como lengua materna.
La comunidad kumiai habita en encinares pues se sabe que cerca de donde crecen los encinos hay agua y alimento.
Los kumiai aprenden a ser buenos vaqueros desde pequeños. Montar, lazar y arrear son tres habilidades que se desarrollan cuando van creciendo. Tienen animales como vacas y borregos.
Para su danza tradicional, se acompañan del sonido rítmico de sonajas elaboradas con guajes que limpian por dentro y por fuera, se le introducen semillas y se sellan con un palo de encino.
Es una comunidad muy pacifista y es recomendable ir a visitarla ya que aprendes mucho de su cultura y sus creencias.

## Número de hablantes de la lengua kumiai (tipai) en Baja California
Por su bajo número de hablantes, las lenguas yumanas no fueron incluidas en los censos sino hasta la década de los noventa. A partir de los datos oficiales, puede verse que la lengua kumiai ha registrado un aparente incremento, lo anterior debido principalmente a que al número reportado para la lengua kumiai se sumaron los hablantes de la lengua cochimí, que fue reconocida como una variedad de la lengua tipai (variedad de la lengua kumiai hablada en Baja California). No obstante, las cifras reportadas a través de las instituciones oficiales contrastan de forma importante con los registros proporcionados por investigadores interesados en el estudio de los grupos y lenguas de esta región.

Lenguas kumiai y cochimí en los censos y conteos (1990-2010)
| Lengua  | 1990 | 1995 | 2000 | 2005 | 2010 5+ | 2010 3+ | Inali 2010a | Inali 2010b |
| kumiai  | -    | 172  | 161  | 264  | 289     | 293     | 381         | 293         |
| cochimí | 148  | 113  | 82   | 34   | 88      | 88      | -           | 88          |

A finales de la década los setenta se reporta el contraste entre el número de hablantes y no hablantes en las principales comunidades yumanas. Para las lenguas kumiai y cochimí proporciona las siguientes cifras:

Número de hablantes lenguas kumiai y cochimí en 1978
| Lengua  | Total | No habla | %    | Habla | %    |
| kumiai  | 239   | 94       | 39.3 | 145   | 60.7 |
| cochimí | 219   | 58       | 26.5 | 161   | 73.5 |

El panorama mostrado por Ochoa Zazueta, en donde, el contexto de desarrollo de la lengua tenía una mayor proporción de hablantes en los últimos años de la década de los setenta, experimentó un severo decrecimiento en las décadas subsecuentes y registró una drástica disminución en la trasmisión intergeneracional de la lengua tipai. En 2008, a través de una encuesta aplicada en la región kumiai de Baja California se encuentra que no hay hablantes de la lengua en el rango de edad de 0 a 19 años y que el número total de hablantes fluidos es aproximadamente 60 todos mayores de 40 años. Estos hablantes se encuentran distribuidos en seis comunidades, en este trabajo no se hace una distinción entre tipai y cochimí.

Número de hablantes de tipai en los años más recientes
| Autor             | Comunidades consideradas | N.º hablantes |
| Field et al. 2012 | 6 La Huerta, Juntas de Nejí, San José de Tecate, Peña Blanca, San José de la Zorra, San Antonio Necua                               | 60            |
| Leyva 2017        | - | 35            |
| Rodríguez 2017    | 8 San José de Tecate Juntas de Nejí Peña Blanca Aguaje de las Tunas San Antonio Necua San José de la Zorra La Huerta Santa Catarina | 44            |

Entre los trabajos recientes se cuenta con la información proporcionada por Leyva (2017) quien, si bien reporta una cifra global de hablantes de kumiai en Baja California, se concentra en los datos para la comunidad que presenta la mayor representatividad en este sentido, San José de la Zorra. Por otra parte, Stanley Rodríguez hablante nativo de una de las variedades de kumiai (kumeyaay) de California, encuentra que en las comunidades tipai de Baja California viven 44 hablantes fluidos de tipai. Los datos de Rodríguez reportan especial importancia pues detallan el número de hablantes específico por comunidad. Como se ve, a partir de los datos de Rodríguez en la mayor parte de las localidades actualmente reconocidas como comunidades kumiai: Juntas de Neji, San Antonio Necua y La Huerta, el número de hablantes es especialmente reducido, de tal forma que San José de la Zorra constituye actualmente la única comunidad en Baja California con un número mayor a cinco hablantes.
Número de hablantes de tipai por comunidad en los años más recientes
| Autor           | Comunidad | N.º hablantes  |
| Leyva 2014      | San José de la Zorra | 12             |
| Rodríguez 2017. | San José de Tecate Juntas de Nejí Peña Blanca Aguaje de las Tunas San Antonio Necua San José de la Zorra La Huerta Santa Catarina | 2 5 1 2 20 5 4 |

Finalmente, Acosta encuentra una cifra muy similar a la reportada por Rodríguez en 2017 e indica que en el periodo comprendido entre 2017-2019 se ha registrado el fallecimiento de dos hablantes. No obstante, se resalta que entre los hablantes de la lengua tipai, en San José de la Zorra ha podido trabajar con un hablante de 21 años y gracias a los esfuerzos comunitarios y de instituciones estatales los niños en los hogares y la primaria de la comunidad están conociendo la lengua de sus abuelos. Finalmente, es importante subrayar que entre los familiares cercanos a los hablantes fluidos se cuenta con un número indefinido de personas que entienden la lengua y que conforman una población vital con la cual llevar a cabo acciones enfocadas hacia la revitalización de esta lengua.

Hablantes de tipai en San José de la Zorra 2017-2019
| Autor  | N.º hablantes 2017 | N.º hablantes 2019 | Población total |
| Acosta | 18                 | 16                 | 220             |

## Galería

Ubicación binacional de los Kumiai
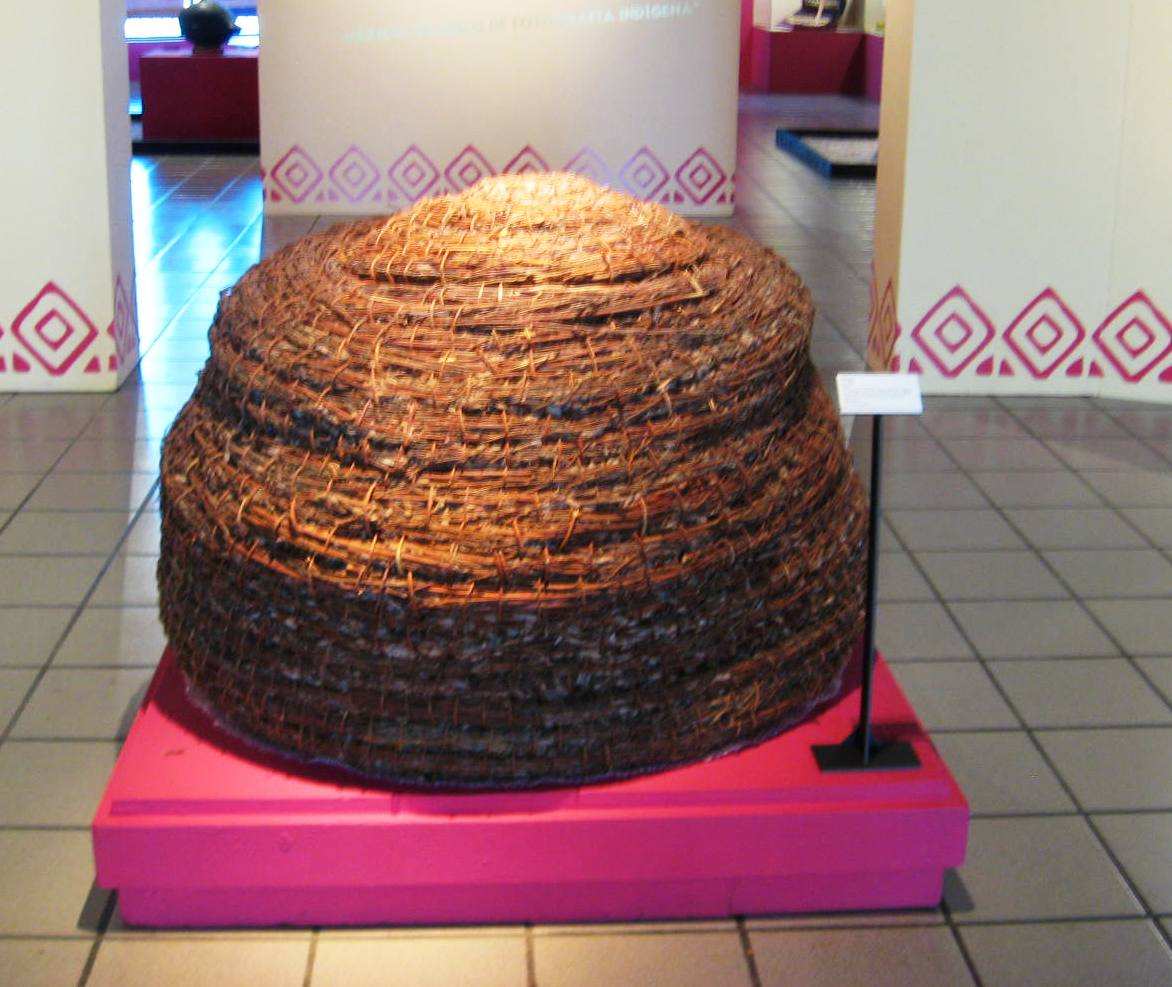
Objetos de uso cotidiano de los Kumiai
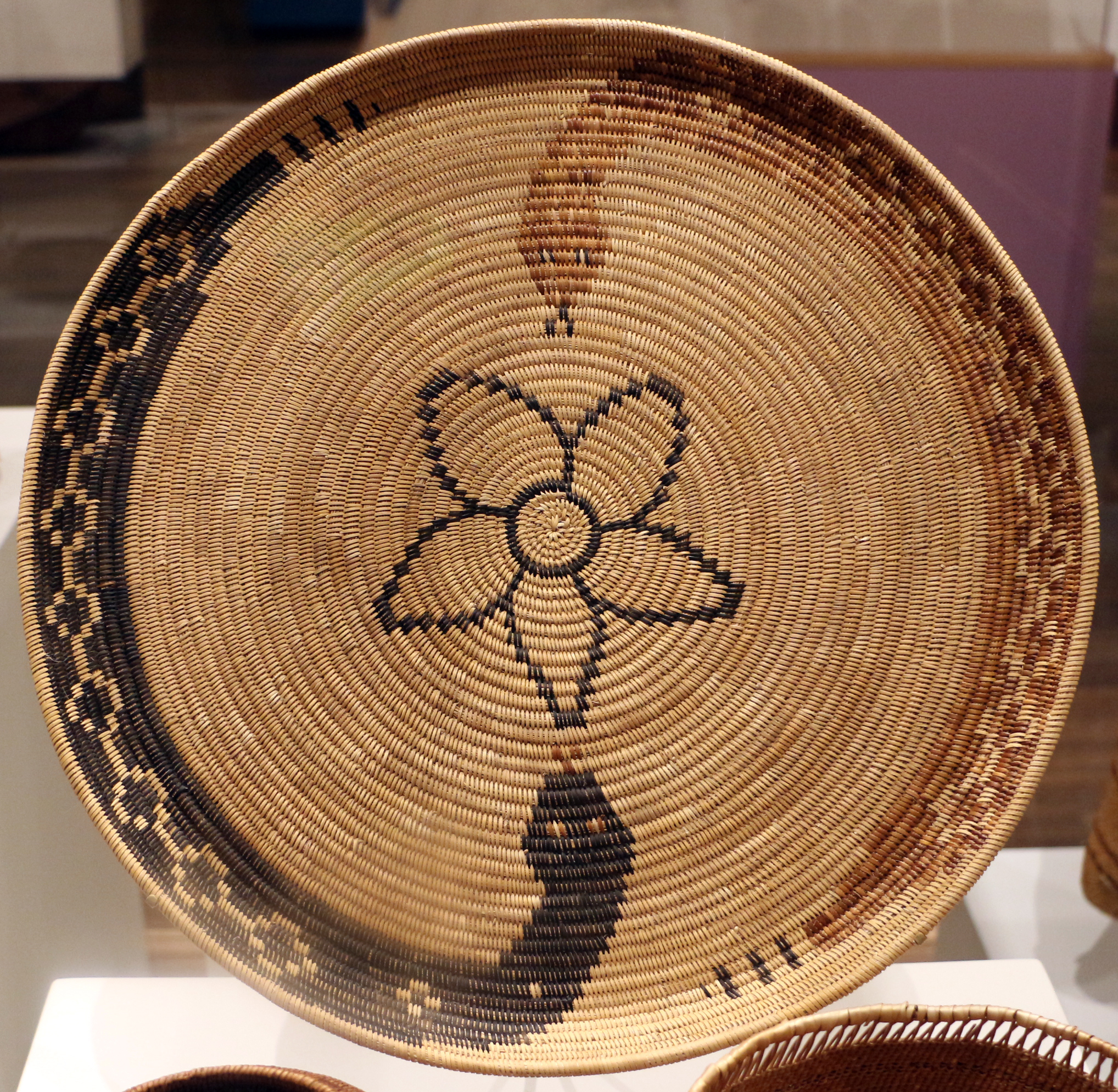
Cesto Kumiai
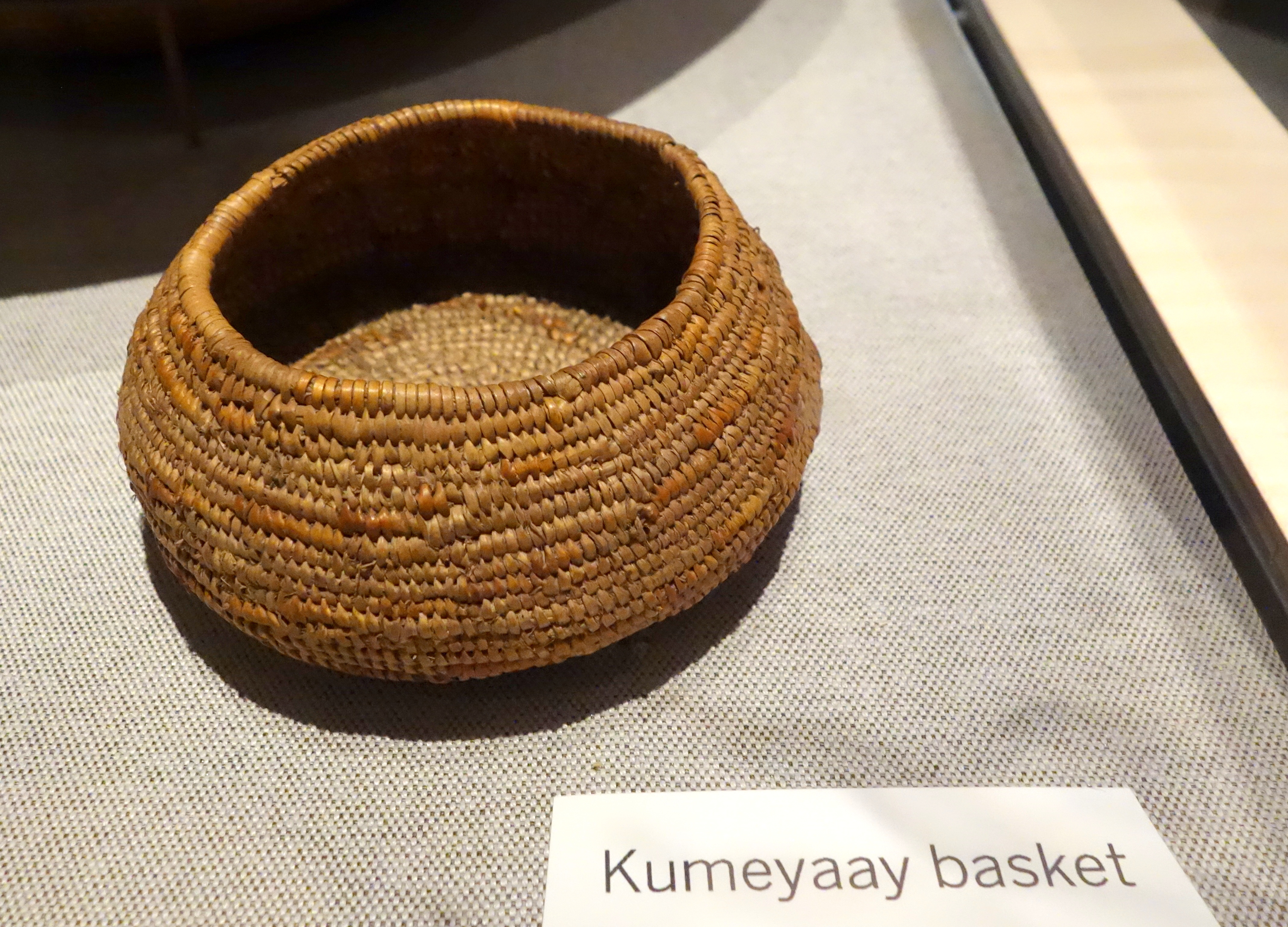
Canasta Kumiai. Está en el Museo Oakland de California
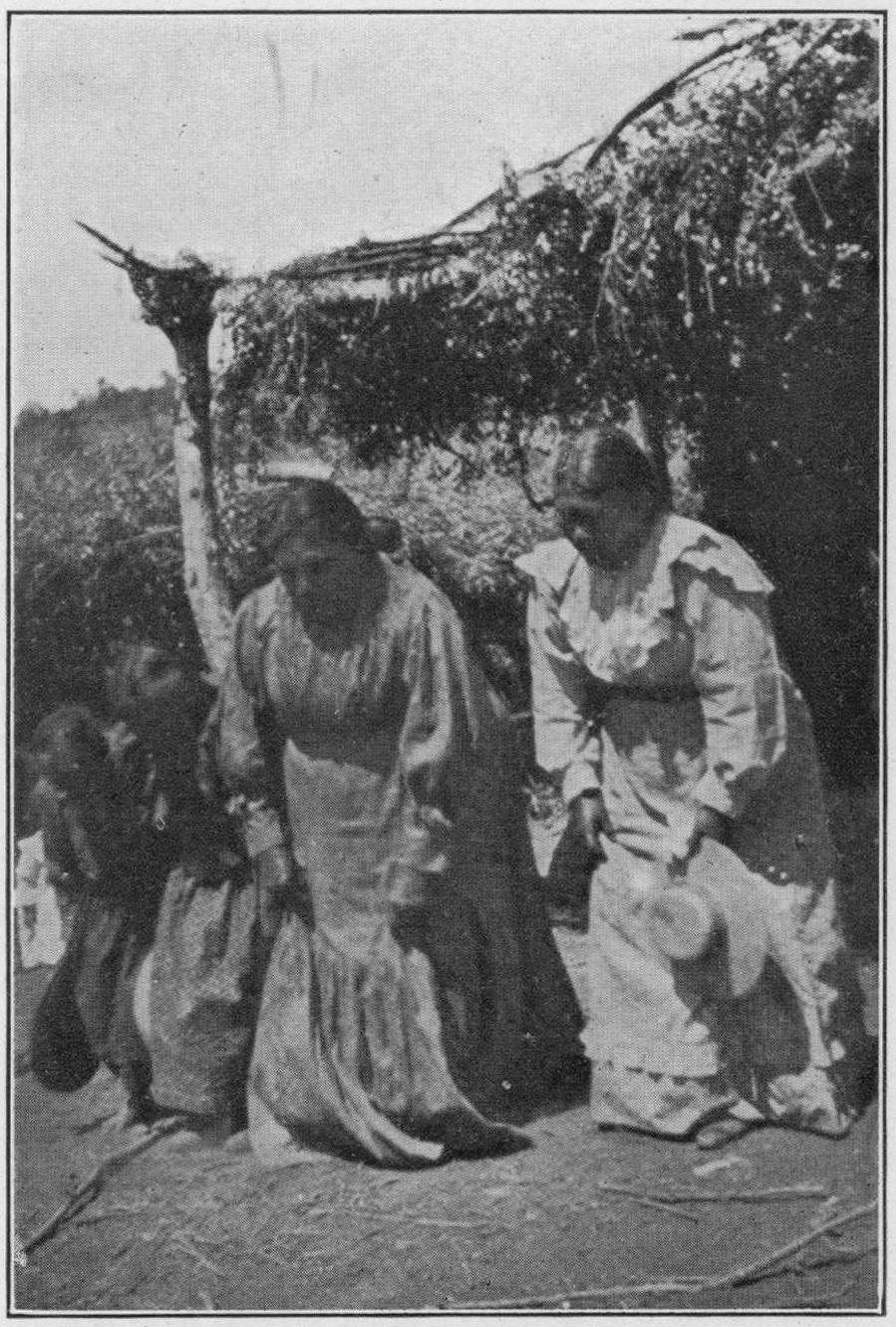
Mujeres danzantes Kumiai
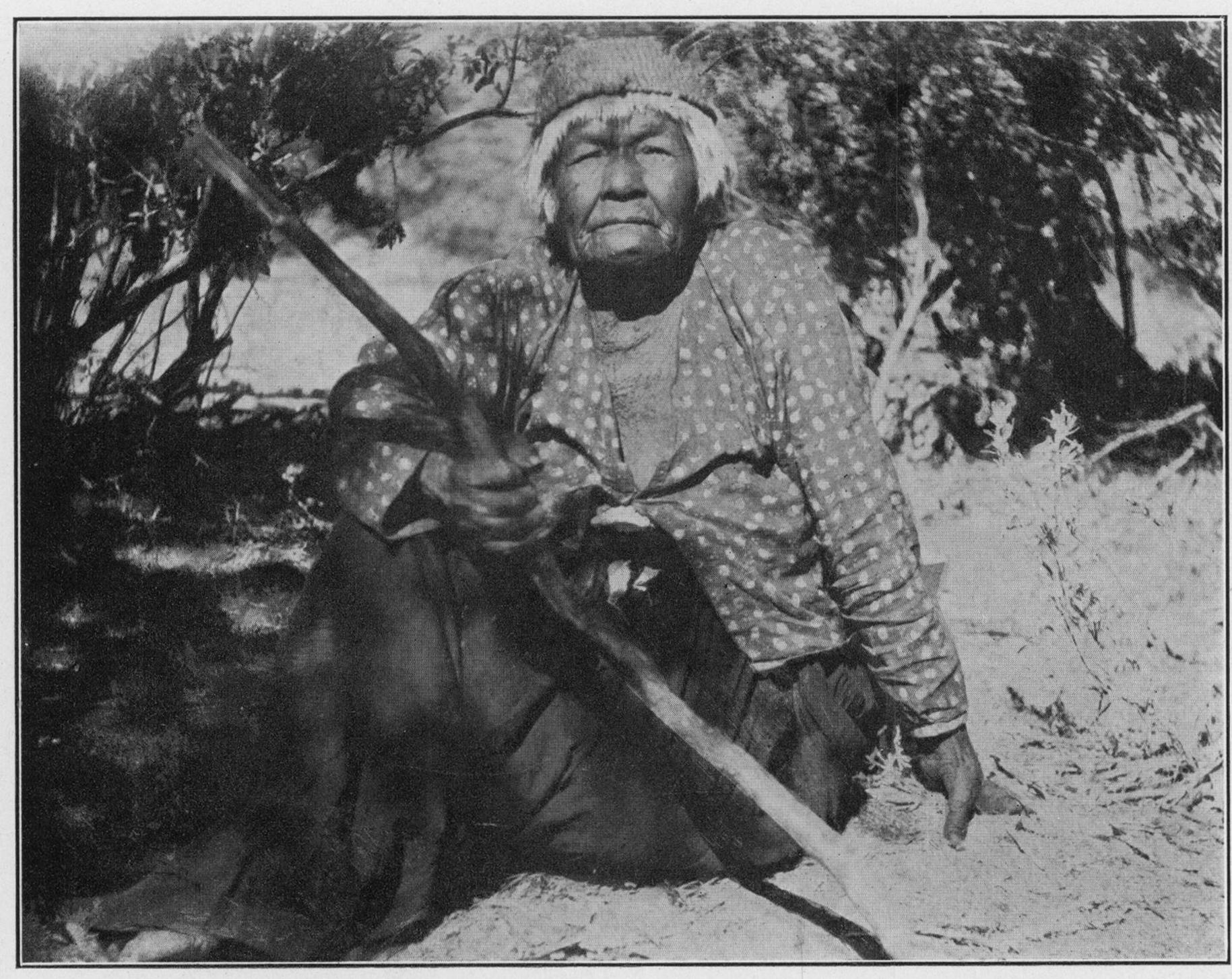
Mujer Kumiai

## Cultura
El tema de la resistencia de los Kumiai para conservar su cultura, tierra y agua, se presenta en el documental Kumeyaay Land de Dylan Verrechia.